# Hypsophila
Hypsophila là một chi bướm đêm thuộc họ Noctuidae.

## Các loài
- Hypsophila alpina
- Hypsophila haberhaueri
- Hypsophila jugorum
- Hypsophila klapperichi
- Hypsophila lunulata
- Hypsophila medialis
- Hypsophila meinhardti
- Hypsophila pamira
- Hypsophila postlimbalis
- Hypsophila tamerlana